# Aulaconotus satoi
Aulaconotus satoi är en skalbaggsart som beskrevs av Hasegawa 2003. Aulaconotus satoi ingår i släktet Aulaconotus och familjen långhorningar. Inga underarter finns listade.